# Anisolophus
Anisolophus és un gènere extint de mamífers litopterns de la família dels proterotèrids que visqueren a Sud-amèrica durant el Miocè inferior, fa entre 16,3 i 17,5 milions d'anys. Se n'han trobat restes fòssils a la província argentina de Santa Cruz. Es caracteritzen per la tendència del protocon i l'hipocon a separar-se. Mancaven de dits laterals funcionals a les potes posteriors. Eren proterotèrids menuts que brostejaven en hàbitats mixtos i es nodrien sobretot de plantes dicotiledònies. El nom genèric Anisolophus significa ‘cresta desigual’.